# 埃列什基伽勒

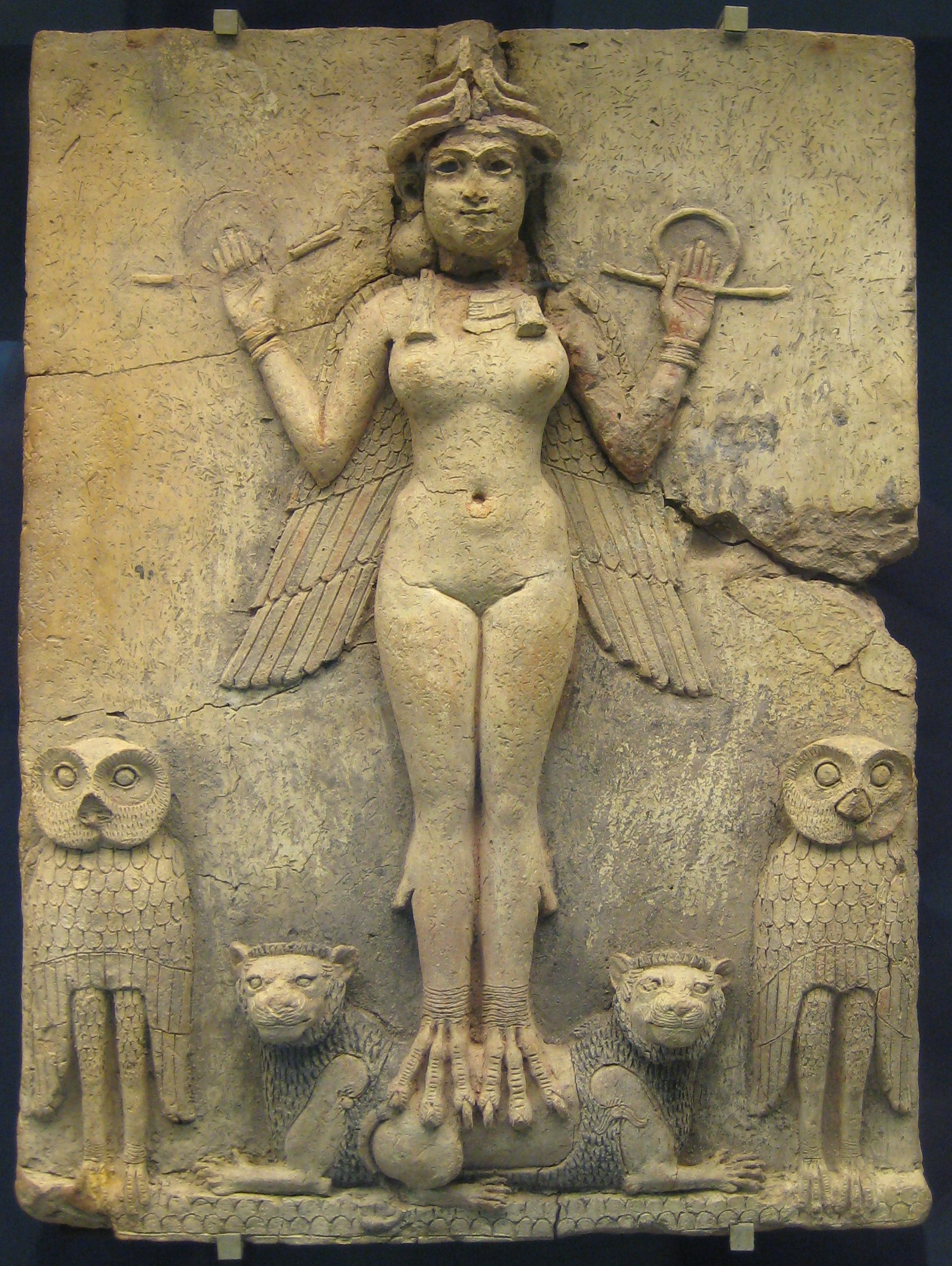
可能表现的是埃列什基伽勒的夜之女王浮雕，现藏大英博物馆

在美索不达米亚神话中，埃列什基伽勒（楔形文字： DEREŠ.KI.GAL，“Ereshkigal”，“冥世女主宰”）是伊里伽尔（Irkalla，地府或阴间）的女神，别名基伽勒（Kigal）。有时，她的名字直接就叫伊里伽尔，与希腊神话中对之名的使用一样，两者都是地下世界的统治者。
埃列什基伽勒是地下王国中唯一可制订法律并作出裁决之神。她的主神庙位于库塔城（Kutha）。
苏美尔赞美诗《伊南娜下冥界》中涉及了伊丝塔女神与她的姐姐埃列什基伽勒。伊南娜/的冥世之旅及返回阳世，是有关埃列什基伽勒最被人广为熟知的神话。

## 神话
埃列什基伽勒是伊南娜/的姐姐，冬季大地景象的象征。埃列什基伽勒也是冥界中众神仰望的王后。她的出名主要通过两则象征季节变化的神话，但也许其目的在于说明某些美索不达米亚时期的教义。在神话中，两姐妹统辖的范围截然不同，一个在阳世，另一个却在阴间。
其中的一则神话讲：伊南娜下到地狱后，她的姐姐埃列什基伽勒接待了她，并将她扣留在她的王国中，为让自己脱身，伊南娜只好牺牲丈夫杜木兹（Dumuzi）以换取自己的离开。
另一则神话是“瘟疫之神”奈爾伽爾（Nergal）的故事。一次，众神举行宴会，冥世王后埃列什基伽勒因故无法出席，他们请她派神使纳姆塔尔（Namtar）去领取她的那一份。纳姆塔尔来到宴会上，众神全体起立，唯有内尔伽勒稳坐不动。埃列什基伽勒听说后大怒，要求把内尔伽勒捉到冥界来。纳姆塔尔三次到众神中间去寻找内尔伽勒，但内尔伽勒每次都藏在他的身后。后来纳姆塔尔终于认出内尔伽勒，把他押到冥界。虽然这则神话各版本有所不同，但在所有神话中，内尔伽勒最后都成为了埃列什基伽勒的丈夫。在后来的传说中，内尔伽勒被讲成是胜利者，让埃列什基伽勒成为了他的妻子，并当上了冥王。
据推测，伊南娜下冥界的故事反映了从地狱逃身的可能，而内尔伽勒的神话则说明了冥界中两位统治者：一位女神和一位男神的和谐相处。内尔伽勒的出现体现了作为地府女王的埃列什基伽勒与给生者带来死亡的战争和瘟疫之神，并因此而成为地狱主宰之一的内尔伽勒相互融合的趋势。

## 其它情节
在某些版本的神话，埃列什基伽勒自己掌管着冥界，有时又与下属，她命名为古伽兰那（Gugalanna）的丈夫一道统治冥界。据说，她是被库尔偷走带到地狱的，在那里，不情愿地当上了王后。
她是仑伽勒（Nungal）女神的母亲。她与恩利勒生的儿子是纳姆塔尔（Namtar）神；与古伽兰纳生的儿子是冥神尼纳祖（Ninazu）。

## 另请参阅
- 美索不达米亚宗教中的幽灵（英语：Ghosts in Mesopotamian religions）
- 赫尔
- 伊西斯

## 备注和引用
1. ↑  《世界各民族神话大观》，“苏美尔-阿卡德神话”，[苏]B.K.阿法纳西耶娃，第606页，国际文化出版社，1993年9月
2. ↑  埃列什基伽勒, 大英百科全书终极版DVD参考套件, 2003年.
3. ↑  在后来的巴比伦圣诗中，也称为《伊什塔尔下冥界》
4. ↑  .   [2014-08-10]. （原始内容存档于2018-12-22）.